# Hullasmink

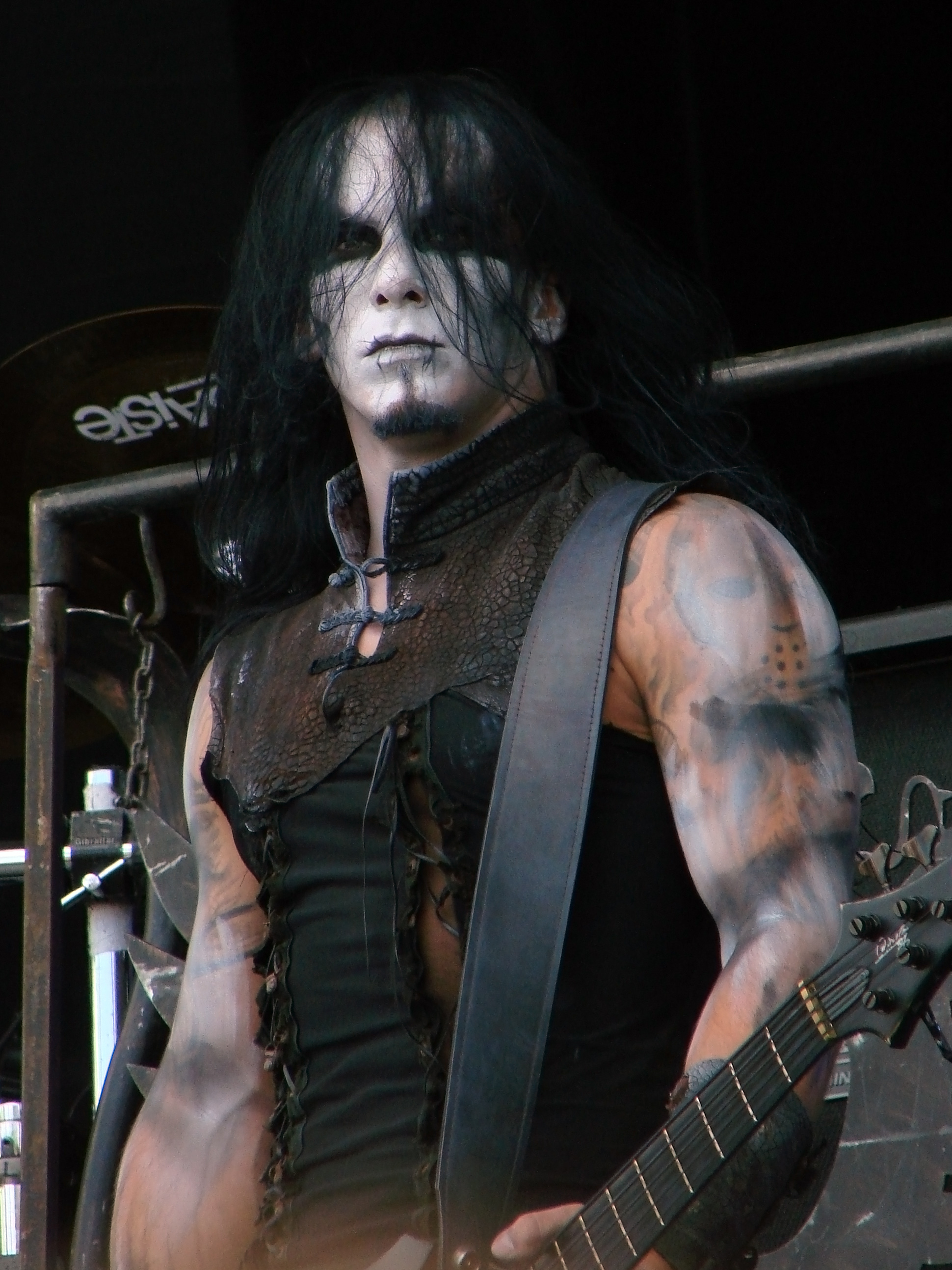
Tomasz Wróblewski, a Behemoth basszusgitárosa hullasminket viselve

A hullasmink (angolul corpsepaint vagy corpse paint) fekete-fehér – gyakran mű- vagy valódi vérrel díszített – smink, amit főleg a black metal műfaj zenészei és előadói használnak koncerteken és fényképeken. Ezt a sminket az embertelen, hullaszerű és démoni megjelenés céljával használják.
A hullasmink magában foglalja az arc és a nyak fehérre, valamint a szem és a száj körüli rész feketére festését. Úgy tekintik, mint az ilyen sminket használó zenészek ismertető jegyét. A feketén és fehéren kívül ritkán alkalmaznak más színeket, néhány előadó ezzel hangsúlyozza ki az egyéniségét, például a Mayhem énekese Dead, vagy Csihar Attila gyakran használ élénk színeket, és a Satyricon zenészei is kísérleteztek más színekkel.
A hullasminkhez hasonló arcfestést több közszereplő használ, például shock rock zenészek (legismertebb Alice Cooper és a The Misfits tagjai) és pankrátorok (például Sting) is.

## Története

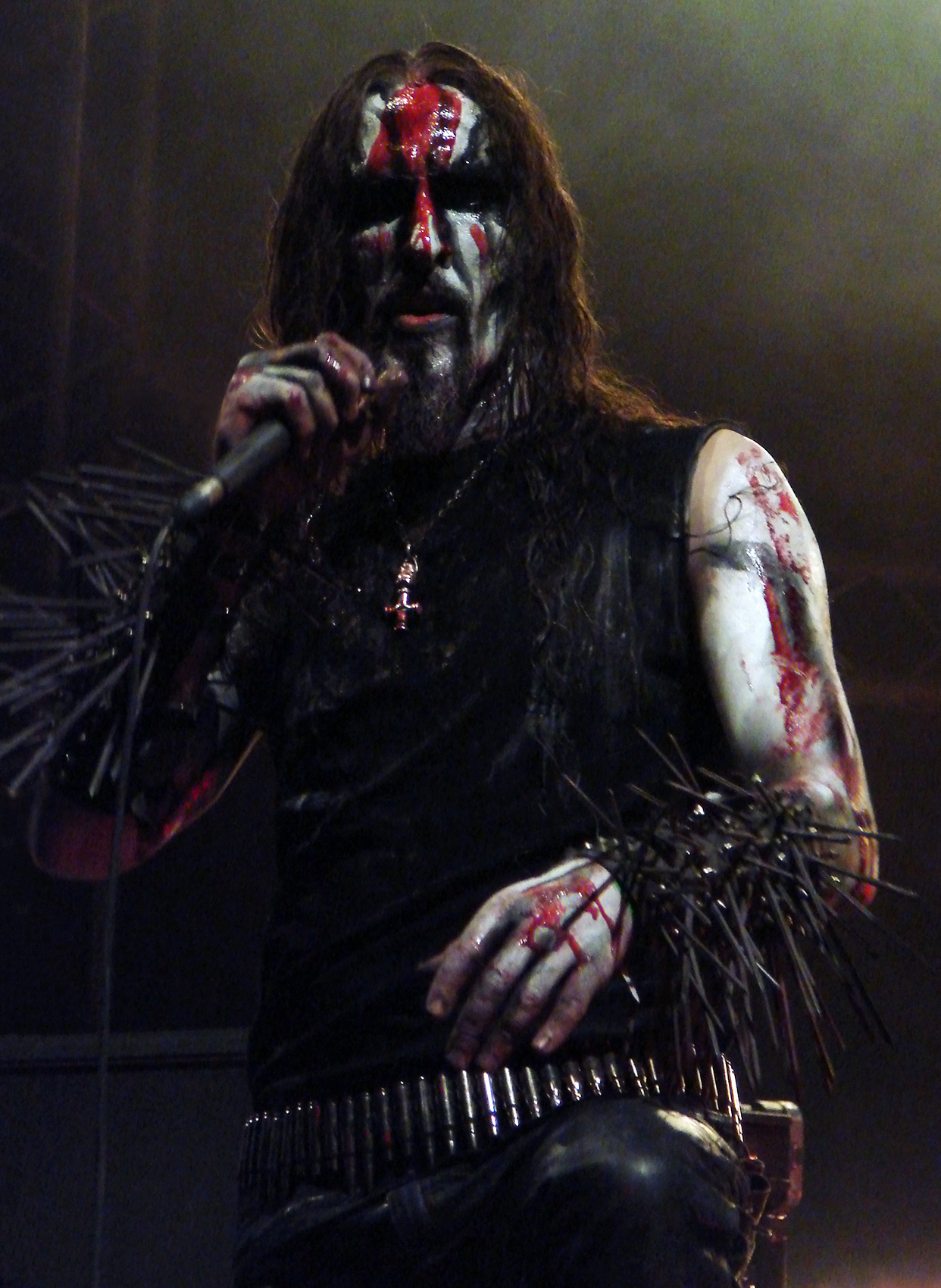
Gaahl, a God Seed és korábban a Gorgoroth énekese hullasminkkel, szegecselt karkötőkkel, fordított kereszttel és töltényövvel, ezek is gyakori részei a black metalos megjelenésnek

Korai rockzenekarok, mint például a Screamin' Jay Hawkins és a Arthur Brown az 1960-as években, aztán a Secos & Molhados, Alice Cooper és a Kiss az 1970-es években, később punk rock együttesek is, mint például a The Misfits és a The Damned énekese, David Vanian viseltek hullasminkhez hasonló arcfestést.
Az 1980-as években a Hellhammer, a Venom, a Death SS és King Diamond a Mercyful Fate-ből (aki 1978-ban viselt hullasminket a Black Rose nevű együttesében) voltak az első extrém metal előadók, akik hullasminket kezdtek el használni. Más csapatok idővel követni kezdték ezt a megjelenést, például a Hellhammer későbbi inkarnációja, a Celtic Frost. A brazil Sarcófago a Metal Storm magazin szerint az első zenekar, amely "igazi" hullasminket kezdett használni. A korai hullasmink mindössze annyit jelentett, hogy kiemelje az egyéni stílust és hogy halottnak nézzen ki a viselője.
A korai norvég black metal mozgalom zenekarai kezdtek el szinte kivétel nélkül hullasminket viselni. Az első ilyen zenekar a Mayhem volt, melynek egykori énekese, Dead kezdte használni ezt a megjelenést az 1980-as évek végén. Az együttes basszusgitárosa, Necrobutcher szerint "Semmi köze nem volt a Kiss vagy Alice Cooper arcfestéséhez. Dead tulajdonképpen úgy akart kinézni, mint egy hulla. Nem azért csinálta, hogy menő legyen." Az 1990-es évek elején a norvég zenekarok követték a Mayhem példáját és létrehozták a saját stílusukat, minden hullasmink máshogy nézett ki. Azonban néhány norvég együttes, például a Burzum, a Satyricon és az Emperor tagjai abbahagyták a hullasmink viselését, mivel szerintük elvesztette a varázsát azáltal, hogy trend lett és minden zenekar azt használja.

## Példák

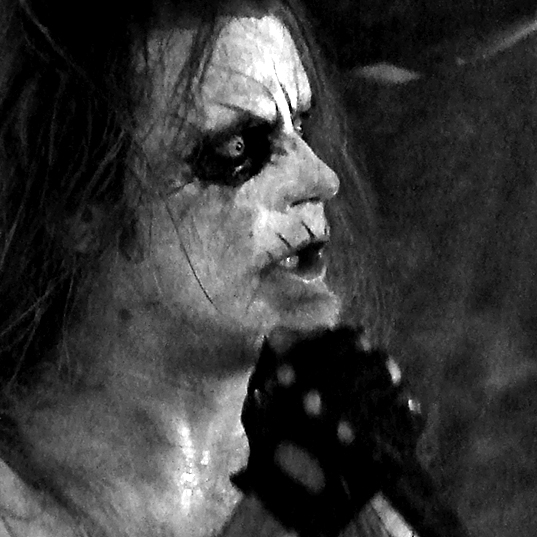
Høst, a Taake zenésze
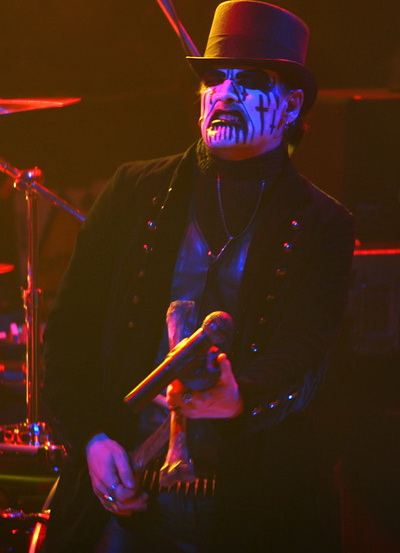
King Diamond
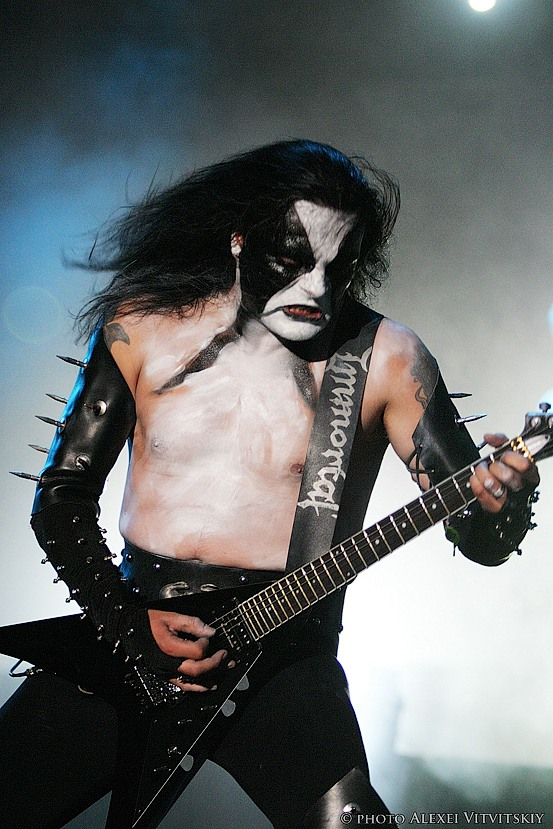
Abbath az Immortalból
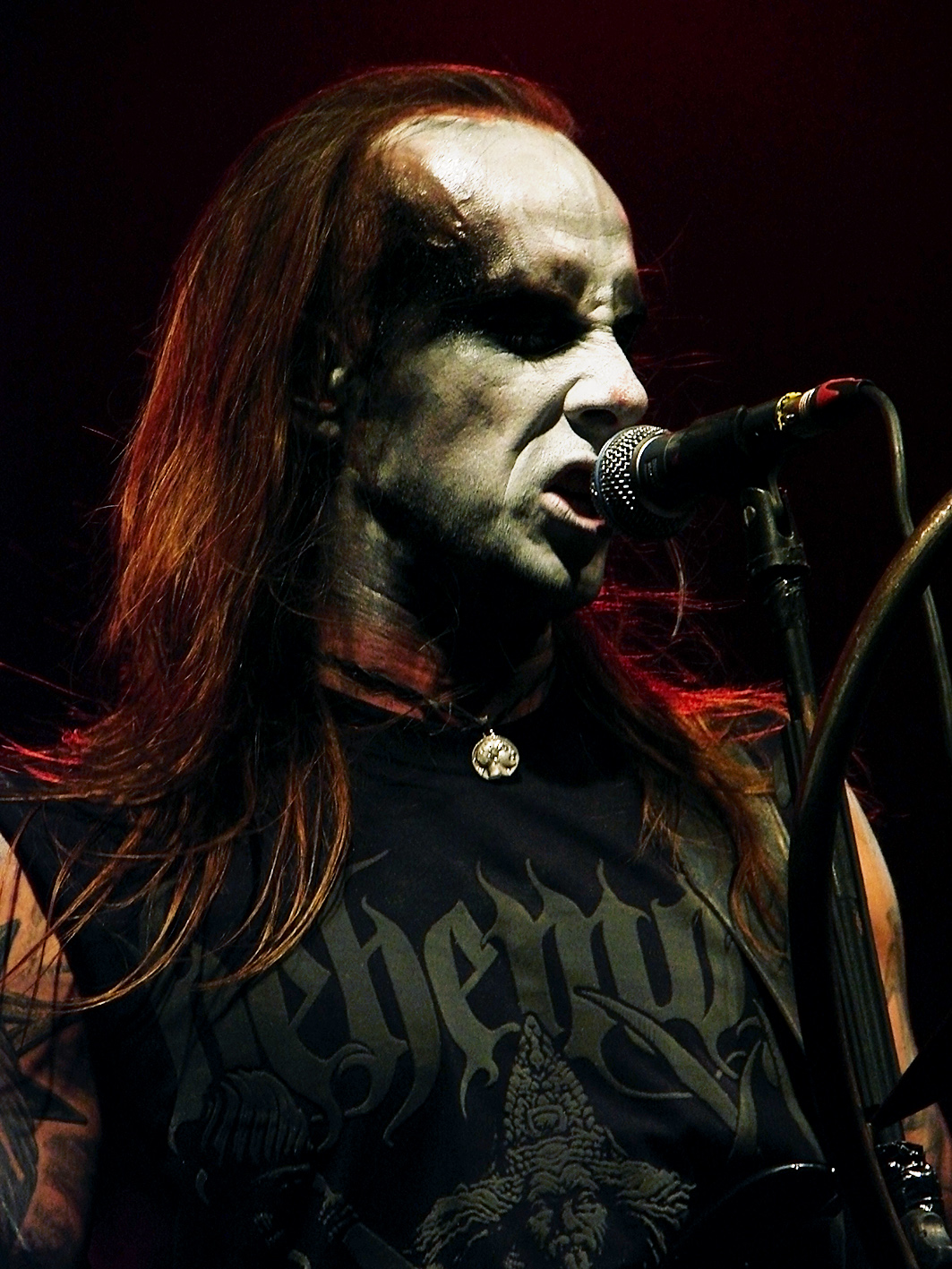
Nergal a Behemothból
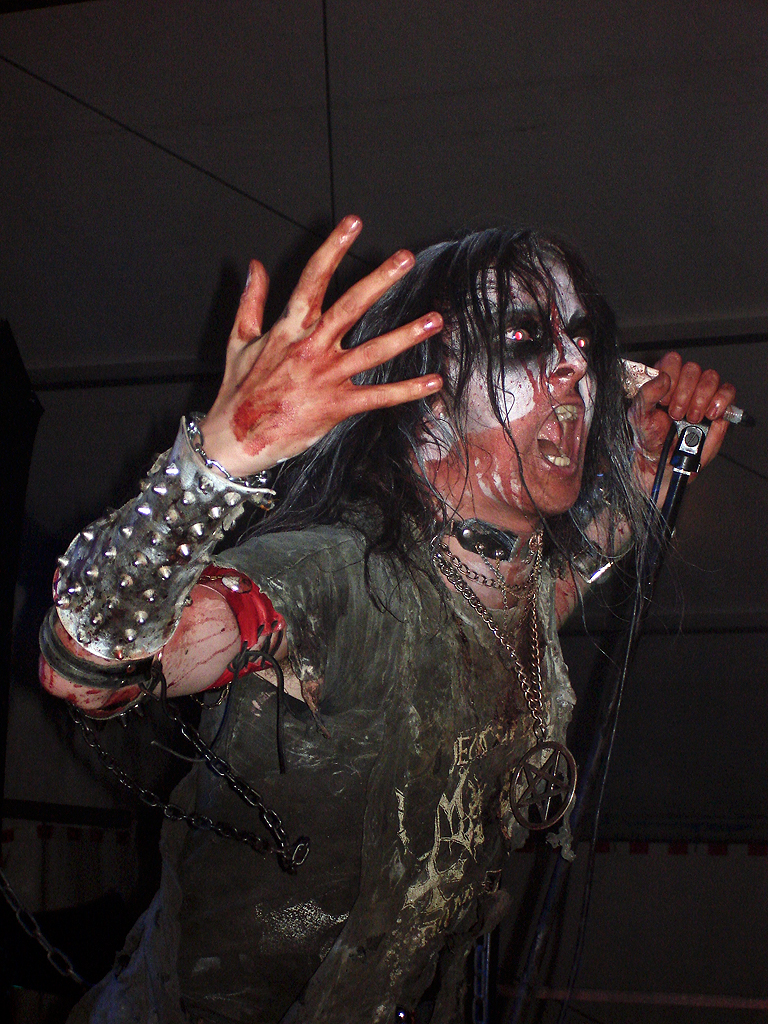
Erik Danielsson a Watainból

## Fordítás
Ez a szócikk részben vagy egészben  a   Corpse Paint című angol Wikipédia-szócikk fordításán alapul.  Az eredeti cikk szerkesztőit annak laptörténete sorolja fel. Ez a jelzés csupán a megfogalmazás eredetét és a szerzői jogokat jelzi, nem szolgál a cikkben szereplő információk forrásmegjelöléseként.

## Külső hivatkozások
- Rate My Corpse Paint Példák a hullasmink különböző fajtáira.
- How To Apply Corpse Paint